# YellowTAB
yellowTAB GmbH war ein Softwarehersteller mit Sitz in Mannheim. Das Unternehmen ist insolvent. Bis Mai 2006 entwickelte und vertrieb yellowTAB das Betriebssystem ZETA, dabei wurde in besonderem Maße auf Partner wie den RTL-Teleshop und freenet.de gesetzt. Ende 2005 beschäftigte das Unternehmen etwa 30 Mitarbeiter.

## Produkte
Flaggschiff der Firma war das Betriebssystem ZETA, der Nachfolger des bis 2001 von Be Inc. vertriebenen Betriebssystems BeOS.
Neben ZETA arbeitete yellowTAB auch an einer Firmenanwendung namens Faktum zur Finanzverwaltung, Auftragsbearbeitung und Warenwirtschaft und an einem Video-Editor der seit der Version 1.0 mit jeder ZETA Vollversion ausgeliefert wurde.

## Insolvenz
Anfang April 2006 musste yellowTAB Insolvenz beantragen und alle Mitarbeiter entlassen. Gleichzeitig beteuerten Firmensprecher, die Entwicklung und Unterstützung des Betriebssystems ZETA sei davon nicht betroffen.
Die Firma gab am 22. Mai 2006 bekannt, dass das Dresdner Softwarehaus Magnussoft nun exklusiver, weltweiter Distributor für das von yellowTAB produzierte Betriebssystem ZETA sei. Der gerichtlich bestellte Insolvenzverwalter Patric Naumann stellte jedoch im Gespräch mit dem Nachrichtendienst Golem.de fest, dass die yellowTAB ihre Geschäftstätigkeit eingestellt habe, ein Umstand, der auf der Website des Unternehmens nicht erwähnt wurde. Diese Darstellung wurde von Magnussoft-Sprecher René Weinert bestätigt, der zudem erklärte, eine Wiederaufnahme des Geschäftsbetriebs von yellowTAB sei nicht geplant. Die Weiterentwicklung von ZETA sollte möglicherweise durch eine Unternehmenstochter von magnussoft übernommen werden, in der zu diesem Zweck ein Entwicklerteam gebildet werden sollte. Die Rolle von yellowTAB-Gründer Bernd Korz in diesem Team bezeichnete Weinert als „beratend“.
Das Insolvenzverfahren „wegen Zahlungsunfähigkeit und Überschuldung“ wurde am 27. Juni 2006 eröffnet. Insolvenzgläubiger wurden aufgefordert, ihre Forderungen bis zum 8. August anzumelden. Die Gläubigerversammlung sollte am 25. September 2006 stattfinden. Am 21. Juli zeigte der Insolvenzverwalter jedoch beim Mannheimer Landgericht an, dass keine ausreichende Insolvenzmasse vorliege.

## Vorwurf von Urheberrechtsverletzungen
Fast ein Jahr nach der Einleitung des Insolvenzverfahrens warf David Schlesinger, Direktor für Open-Source-Technologien beim BeOS-Rechteinhaber Access, yellowTab vor, nie eine Lizenz für den BeOS-Quellcode besessen zu haben, womit ZETA praktisch eine Schwarzkopie sei. Allerdings wurde der Klageweg aufgrund möglicher auf Access zukommender Kosten für einen Rechtsstreit nicht beschritten.

## Kontroverse
Innerhalb der Anhängerschaft des als „Multimedia-Betriebssystem“ bekannten BeOS ist die Rolle des Mannheimer Unternehmens umstritten. Nach dem Zusammenbruch des Softwarehauses Be Incorporated zeigte die Firma PalmSource, die sowohl Entwickler als auch Quelltexte von BeOS übernommen hatte, keinerlei Interesse an einer Weiterentwicklung des Betriebssystems. In dieser Situation begrüßten zahlreiche BeOS-Anhänger Korz' Anstrengungen, das schnelle und stabile System am Leben zu erhalten. 
Das Verhältnis zu Alternativprojekten wie Haiku, einer in Entwicklung befindlichen freien Neuimplementierung von BeOS, wurde jedoch belastet, als Bernd Korz im August 2005 einen der Haiku-Hauptentwickler, Marcus Overhagen, der angeblichen Verletzung eines Non-Disclosure Agreements beschuldigte. Dieser wies die Vorwürfe empört von sich und verwies zudem darauf, dass ZETA selbst einige von ihm als freie Software geschriebene Treiber enthalte. Overhagen erhielt breite Unterstützung aus der Entwickler-Community, die zunehmend auf Distanz zu yellowTAB ging.
Enttäuscht von yellowTABs Entwicklungsanstrengungen zeigte sich der langjährige BeOS-Entwickler Jean-Baptiste Queru, der zudem erklärte, dass er der kleinen Mannheimer Firma nicht zutraue, ein überzeugendes Produkt vorzulegen.
Kritisiert wurde die Informationspolitik der Firma auch im Zusammenhang mit der Insolvenz im Frühjahr 2006. Während Korz weiterhin betonte, Entwicklung und Support würden normal fortgesetzt, wurde der Telefonsupport unangekündigt eingestellt. Selbst angesichts der endgültigen Einstellung der Unternehmenstätigkeit blieb eine öffentliche Erklärung aus.
Zudem äußerte Golem.de Unverständnis über die Rückstände bei den Gehaltszahlungen an Mitarbeiter:

„Der Untergang von YellowTab scheint nicht erst mit einem durch Dritte eingereichten Insolvenzantrag begonnen zu haben. Laut Golem.de schrumpfte die Zahl der ehemals rund 40 YellowTab-Mitarbeiter bereits Ende 2005 deutlich - zudem wurden Löhne den bisher unbestätigten Gerüchten zufolge nicht ausbezahlt. Das verwundert etwas, denn YellowTab hat mit dem RTL Shop einen potenten Vertriebspartner, der mit Abstand am meisten Zeta-Packungen verkauft hatte und angeblich einen Umsatz von mehreren Millionen Euro bescherte.“

## Geschichte
- Im November 2003 veröffentlichte yellowTAB den ersten Release Candidate von ZETA.
- Auf der Cebit 2005 wurde die Version 1.0 vorgestellt.
- Am 4. April 2006 wurde durch das Amtsgericht Mannheim einem gegen yellowTAB gestellten Insolvenzantrag stattgegeben.
- Am 22. April Ankündigung der Veröffentlichung von Zeta 1.2 und das Produkt beim Vertriebspartner RTL Shop gelistet.
- Laut einer Pressemitteilung vom 22. Mai 2006 ist Magnussoft seit Kalenderwoche 20 neuer Vertriebspartner für ZETA.[11]
- Seit dem 4. Dezember 2009 wird die Internetpräsenz von yellowTAB als unabhängiges Informationsportal betrieben.